# U.S. Post Office Goshen

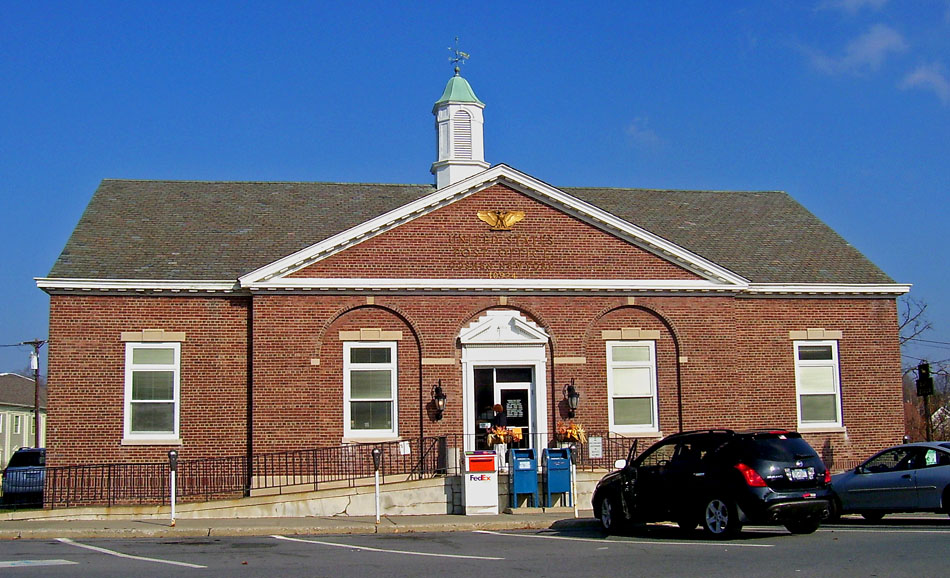
Ansicht von der Südseite (2007)

Das U.S. Post Office Goshen ist die örtliche Filiale des United States Postal Service und bedient die Town of Goshen im Orange County von New York, Vereinigte Staaten. Es hat den Zip Code 10924 und befindet sich an der Grand Street im Zentrum der Village of Goshen. Bei dem Bauwerk handelt es sich um einen Backsteinbau im Colonial Revival, der 1936 fertiggestellt wurde.
Das Gebäude wurde von E.P. Valkenburgh entworfen und ist kleiner als die meisten anderen Postämter, die im Stil des Colonial Revivals während des New Deals in diesem Bundesstaat entstanden. Auch die Vielzahl der Ornamente ist für ein solch kleines Postamt ungewöhnlich. In der vorderen Lobby des Gebäudes befindet sich eine Wandmalerei, die den Historic Track darstellt, eine wichtige Landmarke in Goshen. Das Werk von Georgina Klitgaard war zum Zeitpunkt der Fertigstellung des Postamtes umstritten. Das Bauwerk wurde am 11. Mai 1989 in das National Register of Historic Places aufgenommen.

## Gebäude
Bei dem Bauwerk handelt es sich um ein eineinhalbstöckiges Stahlskelettbau-Gebäude, das an der längeren Seite fünf und an der kurzen Seite drei Joche aufweist und den größten Teil des Grundstückes an der Nordseite der Grand Street im Abschnitt zwischen Canal Street und Main Street ausfüllt. Die Fassade ist in Blockverband angelegt. Die Gründung ist mit Ausnahme von Steinmetzarbeiten am Eingang mit Formteilen ausgeführt.
Ein über drei Joche hinwegreichender, nur leicht hervorstehender Eingangspavillon ist von Pilastern umgeben. Diese tragen ein einfaches Säulengebälk und ein fein gezähntes Giebeldreieck mit einem gusseisernen Adler und darunter der Inschrift „UNITED STATES POST OFFICE GOSHEN NEW YORK“ aus Bronze auf dem Tympanon. Er wird flankiert von zwei Fenstern mit gusseisernen Einfassungen und Laternen aus demselben Material. Die Vorderfenster sind leicht gewölbt und mit Backsteinen eingefasst. Das steile Satteldach ist schiefergedeckt und auf dem First sitzt eine achteckige Kuppel mit Lüftungsschlitzen, einem Kupferdach und einer Wetterfahne. Unter der Dachtraufe befindet sich ein Ziergesims.

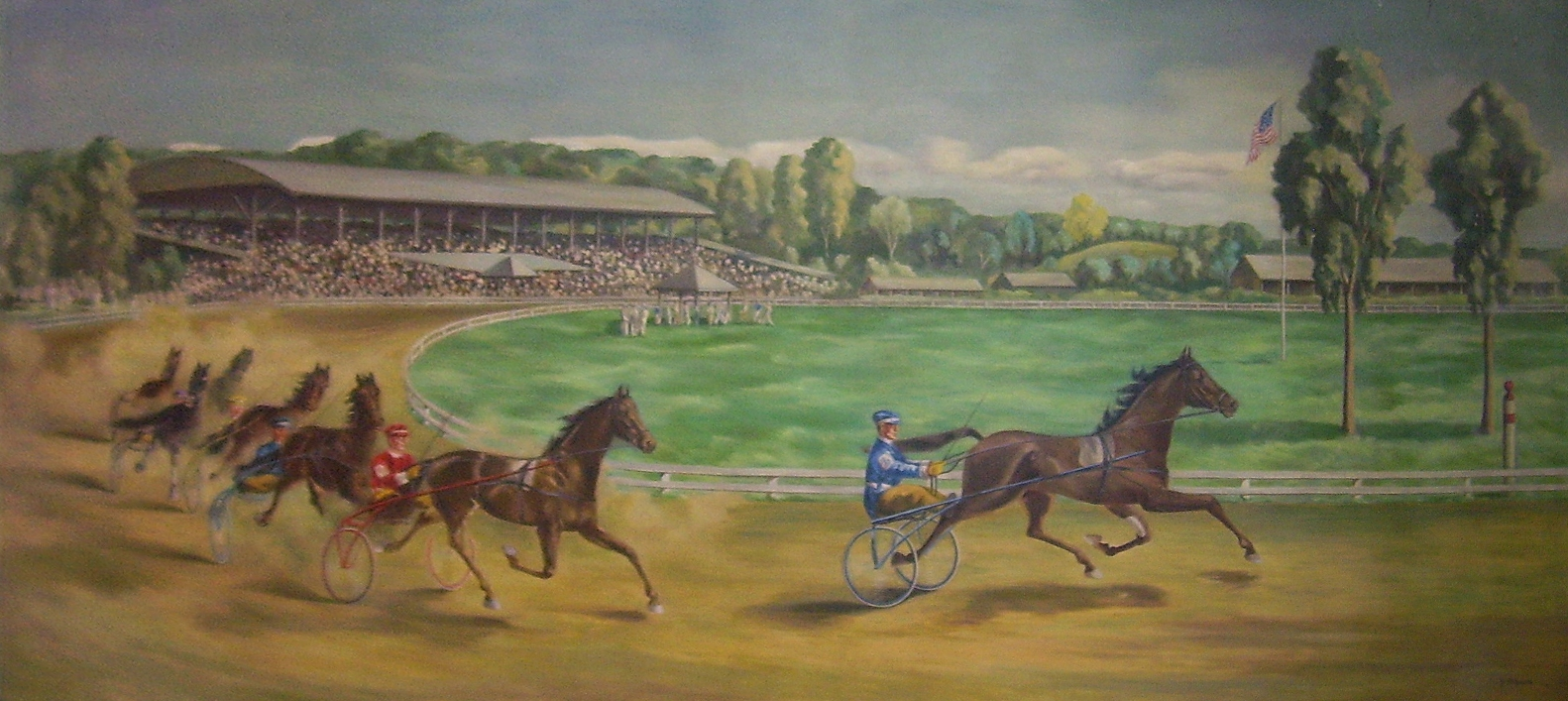
„The Running of the Hambletonian Stake“, von Georgina Klitgaard

Im Inneren ist das Vestibül im ursprünglichen Holzausbau erhalten. Durch den Windfang gelangt man in die Lobby, deren Boden in Terrazzo ausgeführt ist. Die Wände sind mit senkrecht verlaufenden hölzernen Vertäfelung bedeckt, auf denen Zierleisten sitzen. Sie reichen hinauf bis zur gewölbten Decke aus abgestuften Holzplatten.
Die ursprüngliche Beleuchtung wurde durch Leuchtstofflampen ersetzt, ansonsten sind die Kundendienstschalter und Kassenschalter intakt, mit der Ausnahme, dass einer der Schalter durch Postfächer aus Bronze ersetzt wurden. Klitgaards 1,7 × 3,4 m großes Wandgemälde „The Running of the Hambletonian Stake“ stellt ein Trabrennsportrennen auf der nahegelegenen Rennbahn dar und befindet sich an der östlichen Wand.

## Ästhetik
Das Bauwerk ist kleiner als die meisten anderen der kleinen Postämter, die im Stil des Colonial Revivals in der Zeit der Weltwirtschaftskrise in New York entstanden. Das Design, das in Goshen verwendet wurde, wurde offenbar anderswo im Bundesstaat nicht nochmal verwendet; es unterscheidet sich von den Entwürfen für Suffern, Waverly oder Catskill, die derselben Zeit im Hudson Valley gebaut wurden.
Das Bauwerk teilt allerdings einige Merkmale mit anderen Postämtern in diesem Stil, etwa mit den Postämtern in Dobbs Ferry und Hudson Falls, die ebenfalls steile Satteldächer, Giebelseiten mit Ornamenten und klassizistisch inspirierte Eingänge haben.

## Geschichte
Goshens erstes Postamt wurde kurz nach der Unabhängigkeit eröffnet. Im Laufe der Jahre wurde es in verschiedenen Gebäude im Village betrieben. Das derzeitige Bauwerk gehörte zu den vielen Postämtern, deren Bau durch den Kongress der Vereinigten Staaten in einem Zusatzgesetz von 1931 zum Public Buildings Act von 1926 beschlossen wurde, als der Umfang des ursprünglichen Programms erweitert wurde, um der wachsenden Arbeitslosigkeit infolge der Weltwirtschaftskrise entgegenzuwirken. Die Geldmittel für den Bau wurden erst 1934 bewilligt. Für den Bau wurden 85.000 US-Dollar (1934) genehmigt.
Der gewählte Bauplatz befand sich neben dem damaligen der Bahnhof der Erie Railroad – dem heutigen Polizeirevier. Das Gelände war vakant, nachdem 1920 das sich dort befindlich Elmo Hotel niederbrannte. Im November 1934 wurde es durch das Treasury Department, zu dem die US-amerikanische Post zu jener Zeit gehörte, enteignet. Samuel Plato wurde mit dem Bau des neuen Postamtes beauftragt; der Bau wurde Anfang 1936 fertiggestellt.
Klitgaards Wandgemälde wurde erst im folgenden Jahr hinzugefügt. Wandgemälde in Postämtern sollten sich auf die örtliche Geschichte und das zeitgenössische Leben konzentrieren, die Kunstabteilung des Treasury Departments war aber gegen die Absicht der Künstlerin, die Rennbahn darzustellen, weil der Trabrennsport als unangemessenes Thema für Kunst im öffentlichen Raum galt und wies sie an, eine örtliche Landschaft zu malen. Die Ortsbewohner unterstützten jedoch weiterhin stark die Absicht der Künstlerin und schließlich willigte das Ministerium ein.
Seit der Fertigstellung wurde das Gebäude mehrfach geringfügig verändert, hauptsächlich im hinteren Bereich des Gebäudeinneren. 1978 wurde eine Rampe für Rollstuhlfahrer an der Vorderseite angebaut.